# جابانی (روستا)
جابانی (به لاتین: Cabanı) یک منطقهٔ مسکونی در جمهوری آذربایجان است که در شهرستان شماخی واقع شده‌است.